# Чад Крюгер

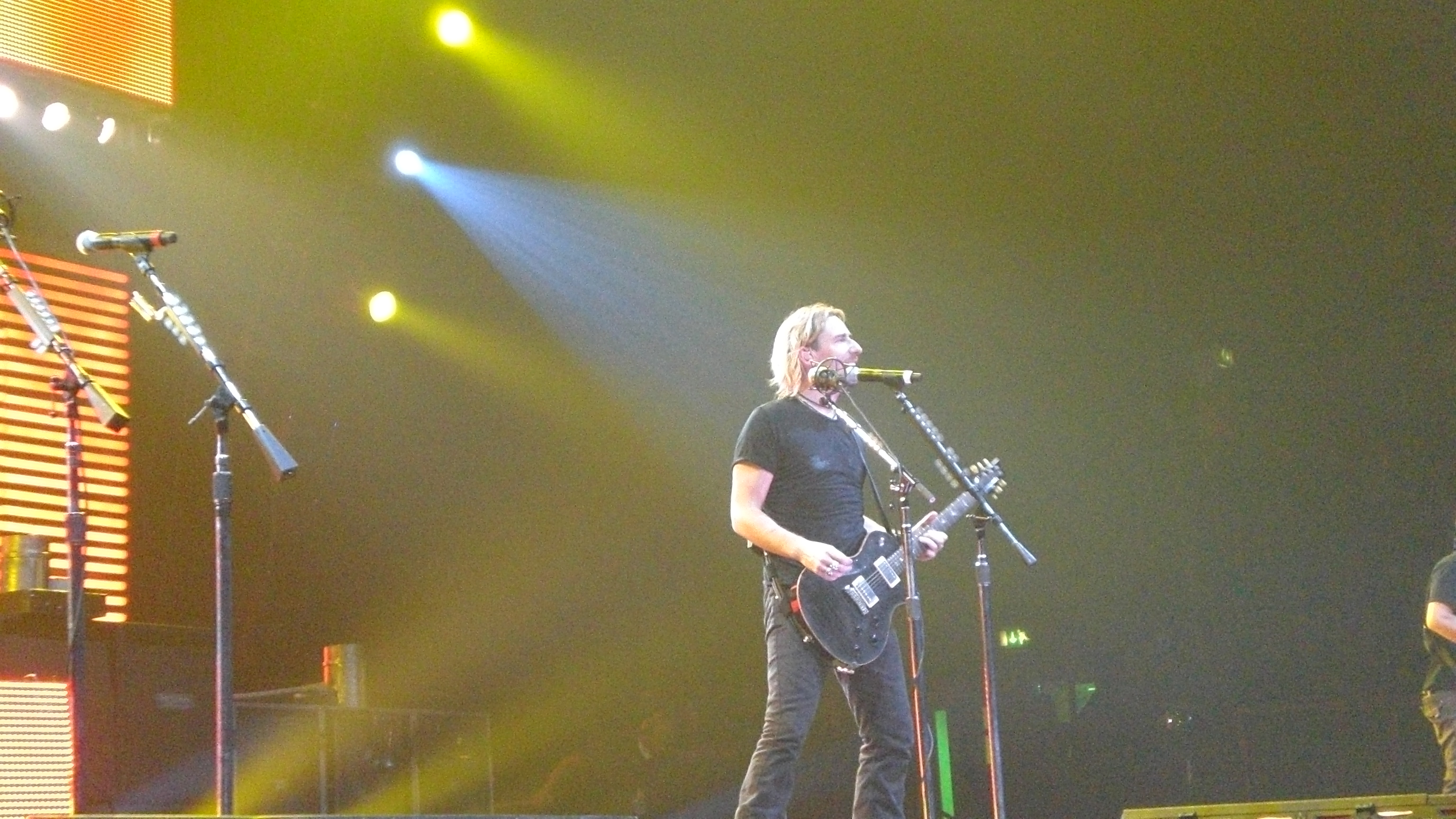
Чад Крюгер під час виступу Nickelback. Вересень 2008, Лондон

Чад Крюгер (англ. Chad Kroeger; нар. 15 листопада 1974) — лідер групи Nickelback.

## Біографія
Народився 15 листопада 1974 року в невеликому канадському містечку Ханна, що за 200 кілометрів від Калгарі. Роки, прожиті в Ханні, викликають у музиканта в основному сумні спогади. Тому Чад із спокійною душею переїхав до Ванкувера, як тільки трапилася така нагода. Про відношення соліста групи до рідного містечка можна дізнатися із синглу «Woke Up This Morning».
Чад і його старший брат Майк зростали без батька. Цей факт тако ж відбився на творчості колективу. У пісні «Too Bad» Чад розповідає про те, як важко йому було без батька. А в пісні «Never Again» Чад висловлює свою думку про чоловіків, що дозволяють собі бити жінок.
Мати братів була прихильницею рок-гуртів «Queen», «Led Zeppelin», «Pink Floyd», тому не була проти захоплення синів музикою. На тринадцятий день народження вона подарувала синові його першу гітару. Після розриву з батьком Чада і Майка вона одружилася з досить набожною і релігійною людиною. Але вітчим теж не заперечував проти музичної кар'єри братів. Коли Чаду прийшла ідея записати перший альбом гурту, саме він надав необхідну суму.
Про те, яким було дитинство Чада Крюгера, існує декілька думок. Деякі джерела повідомляють, що лідер групи зростав зразковим хлопчиком, до того ж бойскаутом. За іншими даними — Чад зовсім не був слухняним. Навпаки, він завжди прагнув зробити все наперекір батькам. На його рахунку численні бійки, акти вандалізму, крадіжки грошей.
Серйозно про музичну кар'єру Чад став замислюватися близько 14 років. За його словами найбільший вплив на нього зробили такі колективи: Alice in Chains, The Beatles, Stone Temple Pilots, Sound Garden, Pearl Jam, Nirvana. Чад, чого б це йому не коштувало, прагнув популярності. 1996 року саме він став ініціатором створення гурту «Nickelback».
Чад і зараз є ідейним натхненником групи. При цьому він так само встигає працювати і з іншими музикантами. У співпраці з солістом «Saliva» Джозі Скоттом Чад записав пісню «Hero» (саундтрек до фільму «Spider Man»). Разом з Карлосом Сантана Чад працював над піснею «Why Don't You & I». Проте, через політику рекордингової компанії Nickelback RoadRunner Records, він так і не з'явився в сингловій версії. Разом з Джоелем Мадденом («Good Charlotte») і Ніком Картером («Backstreet Boys») Чад Крюгер брав участь в роботі над пластинкою Томмі Лі «Tommyland: The Ride».
Поряд із музичною діяльністю, Чад також бере участь і в інших заходах. Наприклад, 27 січня 2003 року він був присутній на акції «Музиканти проти війни в Іраку». А 5 серпня 2005 взяв участь в турнірі з покеру Las Vegas Rock Star Poker Tournament.
В той час як «Nickelback» набуває все більшої популярності, Чад Крюгер так само стає популярнішим. І хоча він так наполегливо цього прагнув, бути знаменитим на його думку не так вже й просто. Ось його слова: «Коли ти стаєш все популярнішим, певний час ніхто не говорить нічого поганого проти тебе, тому що твоя популярність поширюється із швидкістю вибуху. Але, як тільки ти підійнявся на вершину горба і став там у повний зріст, ось тоді по тобі відкривають вогонь… Критики свято впевнені, що все, що продається великими накладами, не може бути добре за визначенням — тому всі починають тебе лаяти. Буквально кожен гурт починає тобі заздрити, і ти викидаєш половину CD зі своєї колекції, тому що музиканти, яких ти любив, тебе ненавидять, оскільки ти виступаєш хедлайнером, а вони у тебе на розігріві… Легко влучити в того, хто стоїть на вершині!»